# Gabriele Tergit
Gabriele Tergit, Pseudonym für Elise Reifenberg, geb. Elise Hirschmann; zeitweise Gabriele Tergit-Reifenberg; weiteres Pseudonym Christian Thomasius (geboren am 4. März 1894 in Berlin; gestorben am 25. Juli 1982 in London) war eine deutsch-britische Schriftstellerin und Journalistin. Bekannt wurde sie vor allem für ihre Gerichtsreportagen, dauerhaft als Schriftstellerin wahrgenommen für ihren Roman Käsebier erobert den Kurfürstendamm. Tergit war die Mutter des Mathematikers Ernst Robert Reifenberg.

## Leben

### Jugend und Ausbildung
Elise Hirschmann war die Tochter von Frieda Hirschmann, geborene Ullmann, und Siegfried Hirschmann, dem Gründer der Deutschen Kabelwerke. Die Familie ihrer Mutter stammte aus Bayern. Elise und ihr Bruder Fritz wurden in Berlin geboren. Sie wuchsen im Arbeiterviertel zwischen Jannowitzbrücke und Schlesischem Bahnhof auf. Diese Kenntnis half der Reporterin nach eigener Aussage bei ihren späteren Gerichtsberichten sehr, die Verhältnisse der Angeklagten zu verstehen. Ungewöhnlich für eine jüdische „höhere Tochter“ ihrer Zeit, besuchte sie die Soziale Frauenschule von Alice Salomon in Berlin. Zeitgleich arbeitete sie in Kinderhorten und der Lehrstellenvermittlung. Sie holte das Abitur nach und studierte ab 1919 Geschichte, Soziologie und Philosophie in Berlin, München, Heidelberg und Frankfurt am Main, wo sie 1923 über den Paulskirchen-Abgeordneten Carl Vogt in Geschichte promovierte. 1928 heiratete sie den Architekten Heinz Reifenberg, den Bruder der Malerin Adèle Reifenberg. Aus der Ehe ging ein Sohn hervor, Ernst Robert, genannt Peter. Ihr Pseudonym Gabriele Tergit nahm Hirschmann in ihrer Studienzeit an; Tergit ist ein Anagramm des Wortes „Gitter“. (Tergit bezeichnet auch die Rückenplatte von Gliederfüßern.) Gabriele ist ein Spitzname aus der Kindheit.

### Journalistin
Den ersten Artikel in einer Zeitung veröffentlichte Hirschmann am 22. November 1915 in der Beilage Der Zeitgeist des Berliner Tageblatts zum Thema „Frauendienstjahr und Berufsbildung“. Während des Studiums veröffentlichte sie Feuilletons in der Vossischen Zeitung und dem Berliner Tageblatt (Mosse-Verlag). Nach dem Studium begann sie mit Gerichtsreportagen für den Berliner Börsen-Courier. Ihre erste feste Anstellung als Reporterin erhielt sie 1924 von Theodor Wolff, dem damaligen Chefredakteur des Berliner Tageblatts. Für einen Betrag von 500 Mark verpflichtete sie sich, neun Gerichtsreportagen im Monat abzuliefern. Ihrer Meinung nach zeigten Gerichtsverhandlungen die soziale Lage ihrer Zeit. Strafprozesse aufgrund von Anklagen nach § 218 nahm sie zum Anlass, die Not von Frauen zu schildern und die Umstände der Armut anzuklagen, die verzweifelte Frauen zur Abtreibung bewog.
Freiberuflich arbeitete sie bis 1933 als Journalistin für diverse andere Berliner Zeitungen und schrieb u. a. Gerichtsreportagen und Berichte für den Berliner Börsen-Courier, die Vossische Zeitung und die Kulturzeitschrift Die Weltbühne. Als Gerichtsreporterin nahm sie auch an mehreren politischen Prozessen teil, darunter einem Verfahren gegen die Fememörder der Schwarzen Reichswehr im Jahre 1927. Das Verfahren kennzeichnete sie in der Weltbühne unter anderem mit dem Satz: Unsichtbar steht ein großes Hakenkreuz vor dem Richtertisch. Eine kondensierte Erfahrung aus diesen Prozessen findet sich auch in ihrem späteren Roman Effingers. Darüber hinaus schrieb sie Feuilletons, Reiseberichte, Glossen und Typenbeschreibungen, die als Berliner Existenzen im Tageblatt und im Prager Tagblatt erschienen.
Nach dem Zweiten Weltkrieg versuchte sie kurz, ihre Reportagetätigkeit wieder aufzunehmen. Ein Prozess im Kriminalgericht Moabit beschäftigte zehn Richter, Anwälte und Wachmänner mit dem Verbleib eines Goldrings mit Halbedelsteinen, und sie selber fragte sich nur drei Jahre nach den Gräueln des NS-Regimes: Kann man eine Zivilisation so neu anfangen? Indem man weitermacht als wäre nichts geschehen? In Hamburg berichtete sie für die Neue Zeitung über den Veit-Harlan-Prozess, in dem dieser von der Schuld, einflussreiche NS-Propaganda produziert zu haben, freigesprochen wurde. Danach stellte sie ihre Tätigkeit als Gerichtsreporterin ein.

### Schriftstellerin
Bekannt wurde sie durch ihren Roman Käsebier erobert den Kurfürstendamm, der 1931 im Rowohlt Verlag erschien. Er behandelt Aufstieg und Fall des Neuköllner Volkssängers Georg Käsebier, der von skrupellosen Geschäftemachern mit Hilfe eines immensen Werberummels zum Star der Saison in den Theatern am Kurfürstendamm gemacht und nach einer Saison ebenso wieder fallen gelassen wird. Tergit selbst sah den Roman unter anderem als Bekenntnis gegen die Reklame. Im Rückblick sagte sie später, dass diese ihre perverseste Form in der Propaganda Joseph Goebbels’ gefunden habe. Die zeitgenössische Literaturkritik lobte den Käsebier wegen der Darstellung des universellen Phänomens „Großstadt“, einer „Zolaschen Prägnanz und Erbarmungslosigkeit“ und der Skepsis und der Moral des Buches. Seit 1977 wurde er mehrfach neu aufgelegt.
Ihr zweiter Roman Effingers, 1931 begonnen und erst 1951 erschienen, schildert das Schicksal einer jüdischen Familie in Berlin von 1878 bis 1948. Zur Zeit seines Erscheinens kam das Buch trotz freundlicher Kritiken beim Publikum nicht an, 2019 erfolgte eine von Kritikern und vom Publikum stark beachtete Neuauflage.
Tergits zum Teil autobiografisch geprägter Generations- und Zeitroman So war’s eben fand zu Lebzeiten der Autorin keinen Verlag und wurde u. a. im Jahr 1965 von dem für Rowohlt tätigen Lektor Fritz J. Raddatz abgelehnt. Im Jahr 2021 wurde das über 600 Seiten zählende Werk erstmals in der ursprünglich von Tergit vorgesehenen Länge vom Verlag Schöffling & Co., mit einem Nachwort von Nicole Henneberg, veröffentlicht. Der Roman handelt über einen Zeitraum von 1898 bis in die 1950er Jahre vom Untergang des jüdischen Bildungsbürgertums in Berlin bis zur Flucht ins Exil.

### Exil
Im Kriminalgericht Moabit erlebte sie den ersten Prozess gegen Adolf Hitler, der zusammen mit Goebbels wegen eines Pressevergehens angeklagt war. Die daraus folgende Reportage und andere Artikel über die völkische Bewegung und die Nationalsozialisten veranlassten letztere, sie auf ihre Gegnerliste zu setzen. Am 5. März 1933 um drei Uhr morgens überfiel die SA die Tergit-Reifenbergsche Wohnung in Siegmundshof in Berlin-Tiergarten. Die SA scheiterte an der mit Eisenbeschlägen verstärkten Tür. Ein Kollege vom Berliner NSDAP-Blatt Angriff gab Tergit den Tipp, sich an den neuen Polizeireferenten Hans Mittelbach zu wenden, der ihr wiederum die noch sozialdemokratisch dominierte Schutzpolizei empfahl, die für eine kurze Zeit weitere Überfälle abwenden konnte.
Gabriele Tergit sagte später: „Ich roch, dass so ein gewaltiger Hass, wenn freigegeben, zu Mord führen musste“. Sie floh mit ihrem Sohn nach Spindlermühle in der Tschechoslowakei. Den Rest ihres Lebens verbrachte sie mit nahezu zwanzig unterschiedlichen Adressen im Exil. Ihr Mann bekam einen Architekturauftrag in Palästina und emigrierte daraufhin ebenfalls. Nach einem Aufenthalt in Prag folgten Gabriele Tergit und der Sohn ihrem Mann im November 1933 nach Jerusalem nach. 1938 siedelten sie nach London über, wo sie schließlich im Stadtteil Putney lebte. Dort wurde Gabriele Tergit 1957 vom P.E.N.-Zentrum deutschsprachiger Autoren im Ausland als bestellte Sekretärin gewählt. Dieses Amt hatte sie bis 1981 inne.
Aus Anlass der Neuauflage von Tergits Buch Im Schnellzug nach Haifa, empfiehlt Claus-Jürgen Göpfert in seiner Rezension diese „ambivalente[n] Texte aus dem bitteren Exil in Palästina“, weil diese zu den Wurzeln heutiger Konflikte führen würden. Göpfert hebt die „sehr ernüchternd[en] und desillusionierend[en]“ Erfahrungen der dem Zionismus gegenüber kritisch eingestellten Autorin hervor und betont deren Probleme mit fundamentalen Zionisten, für die „Exilanten und Exilantinnen aus Deutschland als ‚Hochverräter‘ an der jüdischen Sache“ galten, und die Palästina nur als Lebensraum für Juden betrachteten. Tergit aber habe „erkannt: ‚Palästina ist ein Zweivölkerland. Die Araber sind die eingesessene Bevölkerung. Das ist das Problem in Palästina.‘ Sie plädierte für ein friedliches Zusammenleben zwischen jüdischer und arabischer Bevölkerung und glaubte, dass dies gelingen könnte. Sie träumte von einem Palästina, in das die Araber ‚über die Grenzen strömten, um Arbeit durch das jüdische Kapital zu finden‘.“ Folgerichtig sei Tergit und ihrem Ehemann deshalb bald klar geworden, „dass sie nicht bleiben konnten und wollten“, was dann zur Übersiedelung nach Großbritannien führte. Gleichwohl sind für Göpfert die in dem Buch versammelten Texte aus Tergits zweiter Exil-Station „in mehrfacher Hinsicht faszinierend. Zum einen, weil die Autorin anschaulich und sinnlich erzählt, wie unterschiedlich jüdische Lebensentwürfe waren. Da gab es die Orthodoxen in ihrem Elendsquartier in Jerusalem, die ihr Leben unter einfachsten Umständen dem Studium der Thora widmeten. Da gab es die ‚modernen‘ und jungen Menschen in Tel Aviv, bürgerlicher Mittelstand aus Deutschland, aber auch Polen und Russland eingewandert. Sie bauten zeitgenössische Wohnhäuser, mit avantgardistischer Architektur, eröffneten Läden, Cafés und Restaurants, die mitteleuropäisch wirkten.“
Erst Ende der 1950er Jahre habe Tergit das 1948 gegründete Israel besucht. Ihr Buch Im Schnellzug nach Haifa habe „den Traum von einem friedlichen jüdischen Leben in Palästina [beschworen], der ein Traum geblieben ist“.

### Wiederentdeckung
Tergit wurde im Rahmen der „Berliner Festwochen 1977“ wiederentdeckt. Im Feuilleton wurde sie damals die ‚Neuentdeckung des Jahres‘ genannt. Der Käsebier wurde neu aufgelegt, und es gelang ihr, für mehrere alte Romanmanuskripte Verlage zu finden und ihre Autobiografie zu schreiben. Diese Bücher erschienen jedoch erst nach ihrem Tod.

## Ehrungen

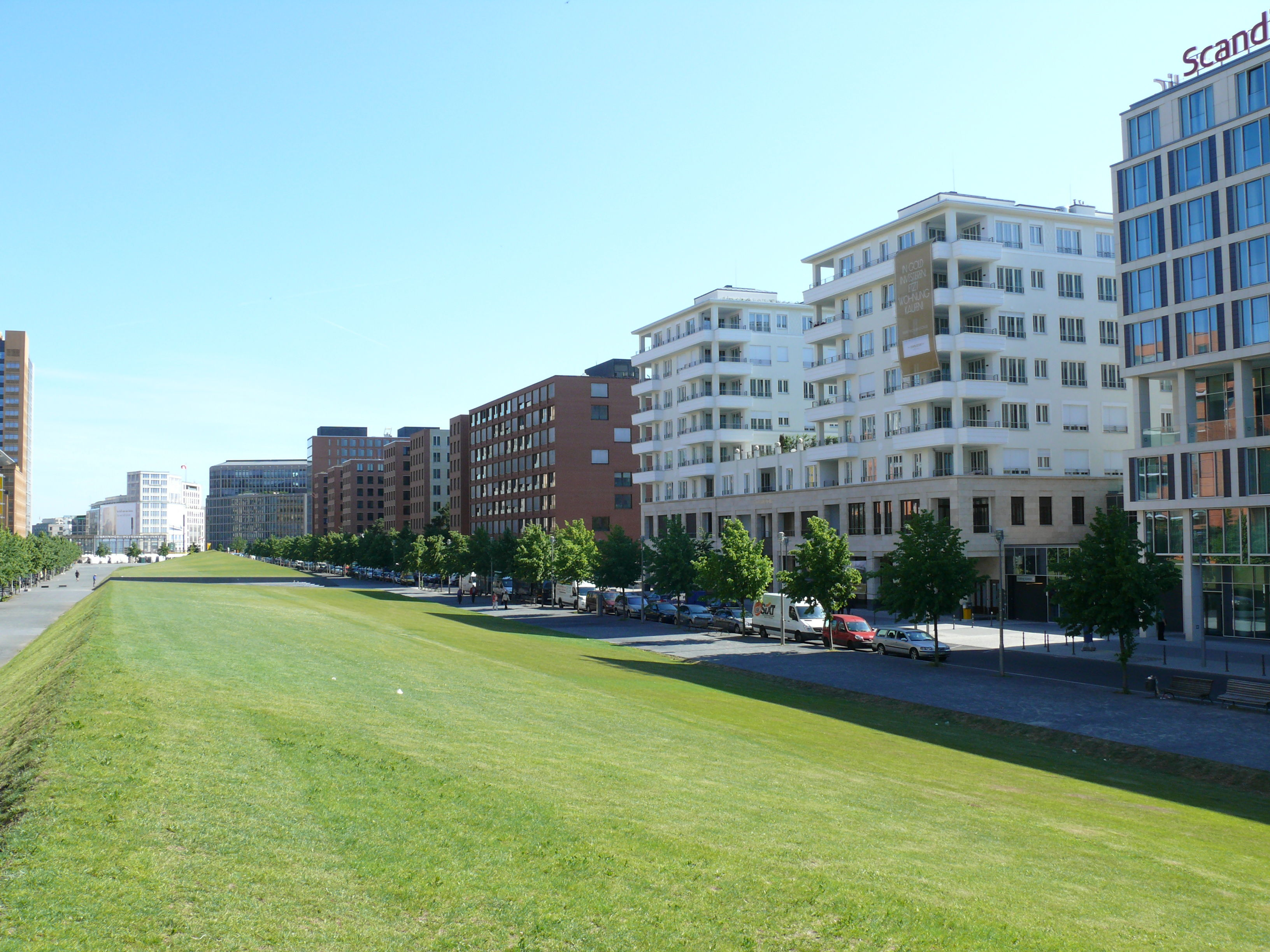
Berlin-Tiergarten: Gabriele-Tergit-Promenade (2011)

Die Gabriele-Tergit-Promenade im Berliner Bezirk Mitte, unweit des Potsdamer Platzes auf dem privaten debis-Gelände, wurde 1998 ihr zu Ehren benannt.

## Gabriele-Tergit-Gesellschaft e. V.
Im Jahr 2020 hat sich die Gabriele-Tergit-Gesellschaft gegründet und ist seit 2022 ein eingetragener Verein mit Sitz in Hamburg. Ziel des Vereins ist mit wissenschaftlichen Forschungsprojekten und Veranstaltungen Leben und Werk um die Beschäftigung mit Leben und Werk Gabriele Tergits lebendig zu halten. Die Gründungsmitglieder der Gabriele-Tergit-Gesellschaft e. V. sind Nachkommen Gabriele Tergits.

## Darstellung Gabriele Tergits in der bildenden Kunst
- Adèle Reifenberg: Porträt der Schwägerin Elise Reifenberg/Gabriele Tergit (Öl auf Leinwand, 46 × 36 cm; Ben Uri Gallery & Museum, London)[14]

## Zitat
„Eines gibt es bei Tergit allerdings nicht, was den Leser der Zeit der Günter Grass' und Uwe Johnsons vielleicht irritiert hat: eine überlegene, sortierende, urteilende Erzählerstimme. Tergit sammelt, läßt die Leute reden und verschwindet ganz hinter den Figuren. Heute, da man sich von väterlichen Überstimmen mehr und mehr verabschiedet, wirkt das enorm modern.“

## Werke
Veröffentlicht
- Käsebier erobert den Kurfürstendamm. Roman. Rowohlt 1932. Neuausgaben: Krüger, 1977; Arani, 1988. Neuausgabe, hrsg. und mit einem Nachwort von Jens Brüning. Das Neue Berlin, Berlin 2004. Neuausgabe 2016, hrsg. und mit einem Nachwort von Nicole Henneberg, Schöffling, Frankfurt am Main 2016, ISBN 978-3-89561-484-2, 2017 Lizenzausgabe Büchergilde Gutenberg.
- Effingers. Roman. Hammerich & Lesser, Hamburg 1951. Dann: Lichtenberg, München 1964; Krüger, Frankfurt am Main, 1978; Büchergilde Gutenberg, Frankfurt am Main 1979; Neuausgabe: Schöffling Frankfurt am Main 2019, ISBN 978-3-89561-493-4. (Nachwort von Nicole Henneberg)
- Kaiserkron’ und Päonien rot. Kleine Geschichte der Blumen. Kiepenheuer & Witsch, Köln 1958.
- mit Wilhelm Sternfeld: Autobiographien und Bibliographien. (Bibliographie unserer toten Mitglieder. Autobiographien unserer jetzigen Mitglieder). Hrsg. P.E.N.-Zentrum deutschsprachiger Autoren im Ausland. Expedite Duplicating, London 1959.
- Das Büchlein vom Bett. Ullstein, München 1981.
- Erinnerungen. Etwas Seltenes überhaupt. Ullstein, Frankfurt am Main 1983.
- Blüten der zwanziger Jahre. Gerichtsreportagen und Feuilletons 1923–1933. Hrsg. von Jens Brüning. Rotation-Verlag, Berlin 1984, ISBN 978-3-88384-011-6.
- Atem einer anderen Welt: Berliner Reportagen. Hrsg. und mit einem Nachwort von Jens Brüning. Suhrkamp, Frankfurt am Main 1994.[15]
- Im Schnellzug nach Haifa. Mit Fotos aus dem Archiv Abraham Pisarek. Hrsg. von Jens Brüning und mit einem Nachwort von Joachim Schlör. Transit, Berlin 1996.
  - Neuauflage: Schöffling & Co., Frankfurt am Main 2024, ISBN 978-3-89561-477-4 (Inhaltsverzeichnis aus dem Katalog der DNB).
- Wer schießt aus Liebe? Gerichtsreportagen. Hrsg. und mit einem Vorwort von Jens Brüning. Das Neue Berlin, Berlin 1999.
- Der erste Zug nach Berlin. Roman. Hrsg. und mit einem Nachwort von Jens Brüning. Das Neue Berlin, Berlin 2000. Neuausgabe, hrsg. und mit einem Nachwort von Nicole Henneberg, Schöffling, Frankfurt am Main 2023, ISBN 978-3-89561-475-0.
- Frauen und andere Ereignisse: Publizistik und Erzählungen von 1915 bis 1970. Hrsg. und mit einem Nachwort von Jens Brüning. Das Neue Berlin, Berlin 2001.
- Der alte Garten. Schöffling, Frankfurt am Main 2014, ISBN 978-3-89561-588-7.
- Der glückliche Gärtner. Geschichten von Blumen und Gärten. Schöffling, Frankfurt am Main 2015, ISBN 978-3-89561-650-1.
- Etwas Seltenes überhaupt. Erinnerungen. Herausgegeben und mit einem Nachwort von Nicole Henneberg Schöffling, Frankfurt am Main 2018, ISBN 978-3-89561-492-7 (zuerst 1983).
- Effingers. Roman. Mit einem Nachwort von Nicole Henneberg, Schöffling, Frankfurt am Main 2019, ISBN 978-3-89561-493-4.
- Vom Frühling und von der Einsamkeit. Reportagen aus den Gerichten. Herausgegeben und mit einem Nachwort von Nicole Henneberg. Schöffling, Frankfurt am Main 2020, ISBN 978-3-89561-494-1.
- So war’s eben. Roman. Mit einem Nachwort von Nicole Henneberg. Schöffling, Frankfurt am Main 2021, ISBN 978-3-89561-474-3.
- Nicole Henneberg (Hrsg.): Gabriele Tergit, Im Schnellzug nach Haifa. Mit einem Nachwort von Nicole Henneberg. Schöffling, Frankfurt am Main 2024, ISBN 978-3-89561-477-4.

Unveröffentlicht
- Entwürfe und einzelne Kapitel zu einem England-Buch, einem Palästina-Buch, Essays zur Exil-Situation

Briefe
- Hilde Walter an G. T. 11. März 1941 (gek.): Brief an eine Freundin. In: Verbannung. Aufzeichnungen deutscher Schriftsteller im Exil. Christian Wegner, Hamburg 1964, S. 92–96.

Hörbuch
- Käsebier erobert den Kurfürstendamm. Hörspielfassung von Volker Kühn (Deutscher Hörbuchpreis 2007, Beste Information), mit Walter Plathe u. v. a., 2 CDs, duo-phon records 2010, ISBN 978-3-937127-17-0.
- Käsebier erobert den Kurfürstendamm. Ungekürzte Lesung mit Ilja Richter, 659 min., mp3CD, SWR/Der Audio Verlag 2019, ISBN 978-3-7424-0912-6.